# Andrzej Pach
Andrzej Ryszard Pach (ur. 30 marca 1952 w Krakowie) – polski profesor telekomunikacji w Akademii Górniczo-Hutniczej.

## Życiorys
Urodził się w rodzinie Antoniego i Zofii Marii (1923–2020). Brat Krzysztofa (ur. 1954) - doktora medycyny w zakresie chirurgii. 
W 1976 roku ukończył studia na Wydziale Elektrotechniki, Automatyki i Elektroniki AGH. W 1979 uzyskał doktorat (również na AGH), a w 1990 habilitację (Politechnika Warszawska). W 1999 roku otrzymał tytuł profesora. 
Od 1979 roku pracuje na AGH, najpierw na stanowisku starszego asystenta (1979–1980), następnie na stanowisku adiunkta (1980–1995), a od 1995 roku na stanowisku profesora. Zatrudniony na stanowisku profesora zwyczajnego w Katedrze Telekomunikacji Wydziału Informatyki, Elektroniki i Telekomunikacji, której był kierownikiem w latach 1999–2016. 
W latach 1996–1998 był prodziekanem Wydziału Elektrotechniki, Automatyki i Elektroniki, a w latach 1998–1999 i 1999–2002 prodziekanem Wydziału Elektrotechniki, Automatyki, Informatyki i Elektroniki. W latach 2016–2020 był prorektorem ds. nauki AGH.
Zajmuje się protokołami komunikacyjnymi, modelowaniem i analizą sieci komputerowych oraz sieciami szerokopasmowymi z integracją usług. 

## Odznaczenia
- Złoty Krzyż Zasługi (1999)[6]
- Medal Komisji Edukacji Narodowej[4]